# دورگا کوته
دورگا کوته (انگلیسی: Durga Khote; ۱۴ ژانویهٔ ۱۹۰۵ – ۲۲ سپتامبر ۱۹۹۱) هنرپیشه، تهیه‌کننده فیلم و نویسنده اهل هند بود. وی بین سال‌های ۱۹۳۱ تا ۱۹۸۳ میلادی فعالیت می‌کرد.
وی همچنین برندهٔ جوایزی همچون جایزه فیلم‌فیر شده است.

## فیلم‌شناسی
- سعادت
- مغول اعظم
- خانه‌دار
- معما
- میرزا غالیب
- عطر
- بی‌گناه
- زن داداش
- یک گل دو باغبان
- روش زندگی
- آسمان‌ها تعظیم کردند
- بگذار زندگی کنم
- سنجش
- شک
- شری چایتانیا ماهاپرابهو
- آرام
- خط آتش
- بانفول
- خداحافظ
- مادربزرگ
- عزیزم عزیزم
- ندای زمین